# Hood by Air
Hood by Air (HBA) je značka módního oblečení. Založil jí návrhář Shayne Oliver v roce 2006 a původně byla představena kolekce mikin a triček. Spoluzakladatelem značky byl Raul López. Roku 2007 se oblečení HBA začalo objevovat v buticích na Manhattanu. Roku 2009 přestala značka představovat nové oblečení, avšak po roce 2012 byla opět aktivní. Další přerušení činnosti začalo v dubnu 2017. Šlo o jednu z oblíbených značek velšského hudebníka a skladatele Johna Calea.